# 多発血管炎性肉芽腫症
多発血管炎性肉芽腫症（たはつけっかんえんせいにくげしゅしょう、英語: Granulomatosis with polyangiitis; GPA）は1939年ドイツの病理学者Wegenerにより報告された。かつては、ウェゲナー肉芽腫症 (ウェゲナーにくげしゅしょう、英語: Wegener's granulomatosis) との名称が頻用されていたが、血管炎の分類を定めたCHCC分類が2012年に改訂され、DHCC分類名称は「多発血管炎性肉芽腫症 (Granulomatosis with polyangiitis)」となっている。
全身性の血管炎で、中 - 小型動脈を傷害する疾患。
鼻やのどの傷害からはじまるので最初は風邪のようでもあるが、急速に間質性肺炎、急速進行性糸球体腎炎をきたす。したがって症状は、咳、呼吸困難、浮腫などである。軽度の発熱もおこる。鼻に関しても内部構造が破壊され、つぶれて鞍鼻を呈することがある。眼球突出、ぶどう膜炎、角膜潰瘍など眼科的疾患も起こることがある。そのほか皮膚（有痛性紅斑）、神経、脳をおかしうる。
血液検査ではc-ANCA（PR3-ANCA）が特異的に上昇する。ステロイド剤などの治療をもってしてもきわめて重篤な疾患である。

## 疫学
30代から50代にかけて男性と、50代から60代の女性に多い傾向があるが、発症例は5歳から80歳までと広範囲にわたる。

## 臨床症状
- 発熱
- 関節痛
- 副鼻腔炎 (鼻出血や膿性鼻汁)
- 蛋白尿
- 肺結節病変 (時に空洞を伴う)

## 病理学的所見
巨細胞性肉芽腫
鼻、眼、耳、上気道、肺にみられる。主に鼻粘膜にみられる。これにより鼻閉や鼻出血がみられる。壊死性肉芽腫形成炎症ともいえる。
フィブリノイド型血管炎
壊死性血管炎が気道全般に見られる。これらによって肺炎の症状がみられる。喘息がみられないのがチャーグ・ストラウス症候群とは異なる点である。好酸球の量が鑑別の参考となる。
半月体形成性腎炎
急速進行性糸球体腎炎（RPGN）をおこす。肺と腎に病変を起こす疾患としてはグッドパスチャー症候群があるが、こちらは鼻出血どころではなく喀血するまでに及ぶ。また20代男性に多いという特徴がある。

## 治療
- ステロイド
- 免疫抑制剤 - シクロフォスファミド。[3]
- 分子標的治療薬 - リツキシマブによるリンパ球(B細胞)抑制が現在希望視されている[4]。日本では2013年に健康保険の適応となった。
- 選択的C5a受容体拮抗薬 - アバコパン。ANCA 関連血管炎の治療薬。キッセイ薬品が国内における製造販売承認取得（2021年9月27日）「タブネオス®カプセル」ステロイドに代わる治療薬として期待されている。

## 引用・参照
1. ↑  難病情報センター 多発血管炎性肉芽腫症、2015年12月最終確認
2. ↑  帝人ファーマ株式会社 CHCC分類 2012、2015年12月最終確認
3. ↑  JAMA 2007; 298: 655-669
4. ↑  Rituximab versus cyclophosphamide for ANCA-associated vasculitis. N Engl J Med 2010; 363: 221-232.